# Pandanus kerchovei
Pandanus kerchovei är en enhjärtbladig växtart som beskrevs av Lucien Linden och Émile Rodigas. Pandanus kerchovei ingår i släktet Pandanus och familjen Pandanaceae. Inga underarter finns listade.